# There Must Be an Angel (Playing with My Heart)
Singles de Eurythmics
Would I Lie to You?
(1985) Sisters Are Doin' It for Themselves
(1985)
Pistes de Be Yourself Tonight
Would I Lie to You? I Love You Like a Ball and Chain
There Must Be an Angel (Playing with My Heart) est une chanson du duo britannique Eurythmics. Ecrite et composée par Annie Lennox et Dave Stewart pour l'album studio Be Yourself Tonight (sorti en 1985), elle comprend un solo à l'harmonica du chanteur américain Stevie Wonder.
La chanson est sortie en tant que deuxième single de l'album et est devenu un hit mondial. Elle est le seul numéro un au Royaume-Uni de Eurythmics. Elle s'est également classée numéro un en Norvège et en Irlande.
There Must Be an Angel (Playing with My Heart) a été reprise depuis par plusieurs artistes dont Fantastic Plastic Machine, Leningrad Cowboys, Luciano Pavarotti et par le groupe pop allemand No Angels. Cette version a été numéro un en Allemagne et en Autriche en 2001.

## Classements et certifications
| Classement (1985)                      | Meilleure place |
| -------------------------------------- | --------------- |
| Allemagne (Media Control AG)           | 4               |
| Australie (ARIA)                       | 3               |
| Autriche (Ö3 Austria Top 40)           | 9               |
| Belgique (Flandre Ultratop 50 Singles) | 7               |
| Canada (100 Singles)                   | 12              |
| États-Unis (Billboard Hot 100)         | 22              |
| France (SNEP)                          | 8               |
| Irlande (IRMA)                         | 1               |
| Norvège (VG-lista)                     | 1               |
| Pays-Bas (Single Top 100)              | 3               |
| Royaume-Uni (UK Singles Chart)         | 1               |
| Suède (Sverigetopplistan)              | 2               |

| Pays          | Certification |
| ------------- | ------------- |
| Canada (CRIA) | Or            |